# Трогонови
Трогоновите (Trogonidae) са семейство средно големи и дребни красиво оцветени птици от разред Трогоноподобни (Trogoniformes). Дължината на тялото е между 20 и 40 cm. Човката е широка, къса и плътна, често пъти края ѝ е назъбен. Краката са къси, слаби и нерзавити. Характерно е че са обърнати назад първи и втори пръст. Опашката е дълга. Често пъти имат добре изразен полов диморфизъм. Най-известните представители на разреда са Кветцалите (род Pharomachrus).

## Разпространение
Срещат се в тропическите области на Африка, Азия, Северна Америка и Южна Америка. Обитават гъсти гористи тропически и екваториални гори.

## Начин на живот и хранене
Живеят сред клоните на сравнително високи дървета, от порядъка на 10 m. Водят заседнал и самотен начин на живот. Потайни трудни за наблюдение птици. Хранят се предимно с насекоми и дребни безгръбначни, но южноамериканските видове ядат и плодове.

## Размножаване
Моногамни птици, гнездят в дупки по дърветата, които някои видове могат да издълбаят в по-мека дървесина и сами. Снасят 2–4 яйца направо на дъното на дупката без да я постилат с нищо. Яйцата са едноцветни, оцветени в мръсно бяло, жълтеникаво или зеленикаво. Мътят и двамата родители в продължение на 16–21 дни. Малките се излюпват слепи, голи и напълно безпомощни. И двамата родители ги хранят с преработена в гушата им храна. Те напускат гнездото след 2 до 3 седмици.

## Допълнителни сведения
Повечето видове са защитени. В семейство Трогонови са включени 6 рода.

## Списък на родовете
Разред Трогоноподобни
- Семейство Трогонови
  - Род Apaloderma —
  - Род Euptilotis —
  - Род Harpactes —
  - Род Pharomachrus – Кветцали (Квезали, Кетцали)
  - Род Priotelus —
  - Род Trogon – Трогони